# Đường lên đỉnh Olympia năm thứ 22
Đường lên đỉnh Olympia năm thứ 22, thường được gọi là Olympia 22 hay O22 là năm thứ 22 của chương trình Đường lên đỉnh Olympia do Đài Truyền hình Việt Nam và công ty truyền thông NCC thực hiện. Cuộc thi năm thứ 22 bắt đầu vào ngày 26 tháng 9 năm 2021 và kết thúc bằng trận chung kết năm được tổ chức vào 08:30 ngày 2 tháng 10 năm 2022. Khánh Vy trở thành người dẫn chương trình mới của chương trình, cùng với Phạm Ngọc Huy.
Đây là lần đầu tiên trong lịch sử, chương trình bước vào mùa thi mới khi chưa xác định được nhà vô địch của mùa trước do ảnh hưởng của đại dịch COVID-19 tại Việt Nam (nhà vô địch của năm 21 đã được xác định vào ngày 14 tháng 11 năm 2021).
Nhà vô địch của năm thứ 22 là Đặng Lê Nguyên Vũ đến từ Trường Trung học phổ thông Bắc Duyên Hà, Thái Bình.

## Luật chơi

### Khởi động
Cả 4 thí sinh khởi động cùng một lúc qua 3 lượt với thời gian tăng dần: 30, 60 và 90 giây (từ cuộc thi Tuần 1 - Tháng 1 - Quý 2 đến hết năm là 60, 60 và 90 giây), số lượng câu hỏi ở mỗi lượt là không giới hạn. Thí sinh giành quyền trả lời bằng cách bấm chuông và có tối đa 3 giây tính từ lúc giành được quyền trả lời để đưa ra đáp án. Mỗi câu trả lời đúng được 10 điểm, trả lời sai thí sinh sẽ bị mất lượt trả lời ở câu hỏi tiếp theo.
Ở mỗi câu hỏi, thí sinh bấm chuông sau hiệu lệnh mời trả lời từ MC. Sau 3 giây tính từ khi có hiệu lệnh, nếu không có thí sinh nào giành quyền trả lời, câu hỏi đó sẽ bị bỏ qua và MC sẽ công bố đáp án. Từ trận Tuần 2 - Tháng 2 - Quý 1 đến hết năm, thí sinh có thể bấm chuông bất cứ lúc nào, kể cả khi MC chưa đọc xong câu hỏi.
Từ cuộc thi Tuần 1 - Tháng 1 - Quý 3, thí sinh trả lời sai hoặc không có câu trả lời sau khi bấm chuông 3 giây sẽ bị trừ 5 điểm (trừ khi điểm hạ xuống mức 0), nhưng sẽ không bị mất lượt ở câu hỏi tiếp theo và không bị dừng chơi kể cả khi điểm hạ xuống mốc 0 (dạng mất điểm này đã từng được áp dụng trong năm thứ 3).

#### Olympedia
Olympedia là một mục nhỏ trong chương trình Đường lên đỉnh Olympia, sau khi phần thi Khởi động kết thúc, nhằm cung cấp thêm thông tin về một câu hỏi ngẫu nhiên đã được đưa ra trong phần thi này.

### Vượt chướng ngại vật
Có 4 từ hàng ngang, cũng chính là 4 gợi ý liên quan đến chướng ngại vật mà 4 thí sinh phải tìm. Có 1 gợi ý là một hình ảnh liên quan đến chướng ngại vật hoặc chính là chướng ngại vật đó. Hình ảnh được chia thành 5 ô đánh số thứ tự từ 1 đến 4 và 1 ô trung tâm, trong đó ô trung tâm cũng là một từ gợi ý.
Mỗi thí sinh có 1 lượt lựa chọn để chọn trả lời một trong các từ hàng ngang này. Cả bốn thí sinh trả lời câu hỏi bằng máy tính trong thời gian suy nghĩ 15 giây/câu. Trả lời đúng mỗi từ hàng ngang sẽ được 10 điểm. Ngoài việc mở được từ hàng ngang nếu trả lời đúng, 1 góc (được đánh số tương ứng với số từ hàng ngang) của hình ảnh cũng được mở ra. Thí sinh trả lời đúng từ gợi ý ở ô trung tâm cũng ghi được 10 điểm, đồng thời ô trung tâm của hình ảnh cũng được mở ra.
Thí sinh có thể bấm chuông trả lời chướng ngại vật bất cứ lúc nào. Trả lời đúng chướng ngại vật trong vòng 1 từ hàng ngang đầu tiên được 80 điểm, trong 2 từ hàng ngang được 60 điểm, 3 từ hàng ngang được 40 điểm, 4 từ hàng ngang được 20 điểm, sau gợi ý cuối cùng được 10 điểm. Nếu trả lời sai chướng ngại vật sẽ bị loại khỏi vòng chơi này.
Điểm số tối đa mà thí sinh giành được ở vòng thi này là 90 điểm.

### Tăng tốc
Có 4 câu hỏi dưới dạng tư duy logic, câu hỏi bằng hình ảnh với thời gian suy nghĩ lần lượt là 10, 20, 30 và 40 giây. Bốn thí sinh cùng trả lời bằng máy tính.
- Trả lời đúng và nhanh nhất được 40 điểm.
- Trả lời đúng và nhanh thứ hai được 30 điểm.
- Trả lời đúng và nhanh thứ ba được 20 điểm.
- Trả lời đúng và nhanh thứ tư được 10 điểm.

Điểm số tối đa thí sinh giành được ở phần thi này là 160 điểm.

### Về đích
Có 2 mức điểm: 20 và 40 điểm; mỗi mức điểm gồm 2 câu hỏi. Thí sinh có một lượt lựa chọn 2 câu hỏi tùy ý. Thời gian suy nghĩ của câu hỏi 20 điểm là 15 giây và câu hỏi 40 điểm là 30 giây. Từ cuộc thi tuần 1 tháng 1 quý 2 đến hết năm, các mức điểm là 20 và 30 điểm; mỗi mức điểm gồm 3 câu hỏi. Thí sinh có một lượt lựa chọn 3 câu hỏi tùy ý. Thời gian suy nghĩ của câu hỏi 20 điểm là 15 giây và câu hỏi 30 điểm là 20 giây.
Trả lời đúng ghi được điểm của câu hỏi, nếu trả lời sai thì một trong ba thí sinh còn lại sẽ giành quyền trả lời bằng cách bấm nút nhanh. Trả lời đúng giành được điểm từ thí sinh trả lời sai, trả lời sai sẽ bị trừ một nửa số điểm của câu hỏi.
Lần đầu tiên kể từ Olympia 4, câu hỏi thực hành xuất hiện trong chương trình. MC, ban cố vấn hoặc khách mời sẽ giới thiệu các dụng cụ hoặc đồ vật liên quan đến câu hỏi thực hành đưa ra cho thí sinh và được cất trong một chiếc hộp bí mật. Đối với câu hỏi 20 điểm, thí sinh thứ nhất có 15 giây suy nghĩ và 30 giây thực hành, với câu hỏi 40 điểm là 30 giây suy nghĩ và 60 giây thực hành. Nếu thí sinh trả lời sai hoặc không trả lời được câu hỏi đó thì người giành quyền bấm chuông sẽ có 20 giây thực hành với câu 20 điểm và 40 giây thực hành với câu 40 điểm. Từ quý 2 đến hết năm, với câu hỏi 30 điểm là 20 giây suy nghĩ và 60 giây thực hành. Nếu trả lời sai hoặc không trả lời được câu hỏi thì người bấm chuông sẽ có 20 giây thực hành với câu 20 điểm và 40 giây thực hành với câu 30 điểm. Câu hỏi dạng này chỉ xuất hiện trong một số tập nhất định, mỗi tập chỉ có 1 câu duy nhất.
Mỗi thí sinh được đặt ngôi sao hy vọng 1 lần trước bất kì câu hỏi nào, trả lời đúng câu hỏi có ngôi sao hy vọng được gấp đôi số điểm của câu hỏi đó, trả lời sai sẽ bị trừ số điểm của câu hỏi.
Thứ tự tham gia phần thi Về đích của các thí sinh như sau:
- Lượt 1 dành cho thí sinh có điểm cao nhất sau phần thi Tăng tốc (và có số thứ tự đứng nhỏ nhất trong các thí sinh có cùng điểm).
- Lượt 2 dành cho thí sinh có điểm cao nhất[5] trong các thí sinh còn lại (và có số thứ tự đứng nhỏ nhất trong các thí sinh có cùng điểm).
- Lượt 3 dành cho thí sinh có điểm cao hơn[5] trong 2 thí sinh còn lại (và có số thứ tự đứng nhỏ hơn nếu 2 thí sinh bằng điểm)
- Lượt 4 dành cho thí sinh còn lại (thí sinh có điểm thấp hơn so với các thí sinh còn lại thì thí sinh sẽ về đích cuối cùng).

Điểm số tối đa mà thí sinh tham gia giành được ở phần thi này từ Quý 2 là 390 điểm (Quý 1 là 360 điểm).
Từ Tuần 2 - Tháng 2 - Quý 2 đến hết năm thì chiếc hộp bí mật không còn được sử dụng. Chỉ có khách mời sẽ giới thiệu các dụng cụ hoặc đồ vật liên quan đến câu hỏi thực hành cũng như đưa ra câu hỏi cho thí sinh, còn bảng và đồ dùng như bút, thước kẻ,... sẽ được MC cung cấp (một số câu hỏi thực hành sẽ không có khách mời mà do MC đích thân thực hiện.).

### Câu hỏi phụ
Sau phần thi Về đích, các thí sinh có cùng số điểm cao nhất hoặc số điểm nhì cao nhất sẽ bước vào phần thi Câu hỏi phụ. Các thí sinh có 15 giây để trả lời các câu hỏi của chương trình. Thí sinh giành quyền trả lời nhanh nhất và trả lời đúng một trong số các câu hỏi sẽ là người dành chiến thắng, trả lời sai thì quyền trả lời thuộc về thí sinh còn lại. Nếu không thí sinh nào trả lời đúng, họ sẽ bước sang câu hỏi tiếp theo để phân thắng bại. Sau 3 câu hỏi, nếu không tìm được người thắng cuộc, các thí sinh sẽ phải bốc thăm để chọn ra người thắng cuộc.
Trong một câu hỏi, nếu có thí sinh bấm chuông trả lời trước khi có hiệu lệnh của người dẫn chương trình, thí sinh đó sẽ bị mất quyền trả lời câu hỏi.

## Chi tiết các cuộc thi
| Chung kết năm | Chung kết năm     | Tổng kết | Tổng kết                                                  |
| ------------- | ----------------- | -------- | --------------------------------------------------------- |
| Quý 1         | Đặng Lê Nguyên Vũ | Vô địch  | Đặng Lê Nguyên Vũ THPT Bắc Duyên Hà, Thái Bình            |
| Quý 2         | Vũ Bùi Đình Tùng  | Vô địch  | Đặng Lê Nguyên Vũ THPT Bắc Duyên Hà, Thái Bình            |
| Quý 3         | Bùi Anh Đức       | Kỷ lục   | Phùng Gia Huy - 350 điểm THPT Chuyên Chu Văn An, Lạng Sơn |
| Quý 4         | Vũ Nguyên Sơn     | Kỷ lục   | Phùng Gia Huy - 350 điểm THPT Chuyên Chu Văn An, Lạng Sơn |

| Màu sắc sử dụng trong các bảng kết quả                  |
| ------------------------------------------------------- |
| Thí sinh đạt giải nhất và lọt vào vòng thi tháng, quý   |
| Thí sinh lọt vào vòng trong nhờ có số điểm nhì cao nhất |
| Thí sinh đạt giải nhất và lọt vào vòng chung kết        |
| Thí sinh vô địch chung kết Năm                          |

### Tuần 1 - Tháng 1 - Quý 1 | 26/09/2021 (1)
| Họ tên thí sinh   | Trường                       | Khởi động | VCNV | Tăng tốc | Về đích | Tổng điểm |
| ----------------- | ---------------------------- | --------- | ---- | -------- | ------- | --------- |
| Nguyễn Khánh Tùng | THPT Thái Phiên, Hải Phòng   | 80        | 10   | 70       | 80      | 240       |
| Chu Văn Sơn       | THPT Quảng Oai, Hà Nội       | 0         | 20   | 20       | 40      | 80        |
| Đặng Lê Nguyên Vũ | THPT Bắc Duyên Hà, Thái Bình | 70        | 20   | 140      | 20      | 250       |
| Hà Vũ Anh         | THPT Bắc Kạn, Bắc Kạn        | 10        | 20   | 40       | -40     | 30        |

### Tuần 2 - Tháng 1 - Quý 1 | 03/10/2021 (2)
| Họ tên thí sinh  | Trường                                | Khởi động | VCNV | Tăng tốc | Về đích | Tổng điểm |
| ---------------- | ------------------------------------- | --------- | ---- | -------- | ------- | --------- |
| Lê Sỹ Hân        | THPT Mê Linh, Hà Nội                  | 50        | 10   | 80       | 20      | 160       |
| Trần Hải Đăng    | THPT Ngô Quyền - Ba Vì, Hà Nội        | 60        | 20   | 140      | -30     | 190       |
| Trần Vũ Duy Thái | THPT Tống Văn Trân, Nam Định          | 30        | 50   | 90       | 40      | 210       |
| Nguyễn Phúc Điền | THCS & THPT Nguyễn Bỉnh Khiêm, Hà Nội | 0         | 0    | 50       | 0       | 50        |

### Tuần 3 - Tháng 1 - Quý 1 | 10/10/2021 (3)
| Họ tên thí sinh  | Trường                        | Khởi động | VCNV | Tăng tốc | Về đích | Tổng điểm |
| ---------------- | ----------------------------- | --------- | ---- | -------- | ------- | --------- |
| Đỗ Tuấn Phong    | THPT Đống Đa, Hà Nội          | 10        | 10   | 40       | -20     | 40        |
| Nguyễn Nhật Linh | THPT Thạch Thất, Hà Nội       | 90        | 10   | 130      | 20      | 250       |
| Lưu Hương Giang  | THPT Thăng Long, Hải Phòng    | 10        | 90   | 90       | -20     | 170       |
| Nguyễn Đăng Lộc  | THPT Phùng Khắc Khoan, Hà Nội | 60        | 10   | 80       | 0       | 150       |

### Tháng 1 - Quý 1 | 17/10/2021 (4)
| Tháng 1 - Quý 1   | Tháng 1 - Quý 1              | Tháng 1 - Quý 1 | Tháng 1 - Quý 1 | Tháng 1 - Quý 1 | Tháng 1 - Quý 1 | Tháng 1 - Quý 1 |
| Họ tên thí sinh   | Trường                       | Khởi động       | VCNV            | Tăng tốc        | Về đích         | Tổng điểm       |
| ----------------- | ---------------------------- | --------------- | --------------- | --------------- | --------------- | --------------- |
| Đặng Lê Nguyên Vũ | THPT Bắc Duyên Hà, Thái Bình | 70              | 80              | 80              | 20              | 250             |
| Trần Vũ Duy Thái  | THPT Tống Văn Trân, Nam Định | 30              | 0               | 20              | 60              | 110             |
| Nguyễn Nhật Linh  | THPT Thạch Thất, Hà Nội      | 20              | 0               | 100             | 20              | 140             |
| Nguyễn Khánh Tùng | THPT Thái Phiên, Hải Phòng   | 30              | 0               | 10              | 20              | 60              |

### Tuần 1 - Tháng 2 - Quý 1 | 24/10/2021 (5)
| Họ tên thí sinh   | Trường                   | Khởi động | VCNV | Tăng tốc | Về đích | Tổng điểm |
| ----------------- | ------------------------ | --------- | ---- | -------- | ------- | --------- |
| Trương Minh Hằng  | THPT Yên Mô B, Ninh Bình | 40        | 10   | 50       | -40     | 60        |
| Hà Thị Minh Thư   | THPT Đồng Đăng, Lạng Sơn | 30        | 0    | 20       | 0       | 50        |
| Nguyễn Thành Long | THPT Cổ Loa, Hà Nội      | 30        | 90   | 90       | 20      | 230       |
| Vũ Thục Trinh     | THPT Ba Vì, Hà Nội       | 70        | 10   | 140      | 40      | 260       |

### Tuần 2 - Tháng 2 - Quý 1 | 31/10/2021 (6)
| Họ tên thí sinh       | Trường                                            | Khởi động | VCNV | Tăng tốc | Về đích | Tổng điểm |
| --------------------- | ------------------------------------------------- | --------- | ---- | -------- | ------- | --------- |
| Đinh Văn Thiêm        | THPT Đông Hưng Hà, Thái Bình                      | 40        | 70   | 30       | -100    | 40        |
| Đặng Nguyễn Nhật Minh | THPT Chu Văn An, Hà Nội                           | 30        | 10   | 60       | 160     | 260       |
| Nguyễn Thế An         | Tiểu học, THCS & THPT Archimedes Đông Anh, Hà Nội | 20        | 10   | 100      | 60      | 190       |
| Đinh Việt Hưng        | THPT Quế Lâm, Phú Thọ                             | 110       | 10   | 100      | 0       | 220       |

### Tuần 3 - Tháng 2 - Quý 1 | 07/11/2021 (7)
| Họ tên thí sinh    | Trường                        | Khởi động | VCNV | Tăng tốc | Về đích | Tổng điểm |
| ------------------ | ----------------------------- | --------- | ---- | -------- | ------- | --------- |
| Nguyễn Trung Thành | THPT Đồng Quan, Hà Nội        | 70        | 10   | 90       | -30     | 140       |
| Lý Mai Anh         | THPT Chuyên Bắc Kạn, Bắc Kạn  | 60        | 0    | 100      | 40      | 200       |
| Lương Hữu Việt     | THPT Bất Bạt, Hà Nội          | 70        | 90   | 80       | -50     | 190       |
| Phạm Thị Ngọc Anh  | THPT Lê Hồng Phong, Hải Phòng | 10        | 0    | 10       | 20      | 40        |

### Tháng 2 - Quý 1 | 21/11/2021 (8)
| Tháng 2 - Quý 1       | Tháng 2 - Quý 1              | Tháng 2 - Quý 1 | Tháng 2 - Quý 1 | Tháng 2 - Quý 1 | Tháng 2 - Quý 1 | Tháng 2 - Quý 1 |
| Họ tên thí sinh       | Trường                       | Khởi động       | VCNV            | Tăng tốc        | Về đích         | Tổng điểm       |
| --------------------- | ---------------------------- | --------------- | --------------- | --------------- | --------------- | --------------- |
| Nguyễn Thành Long     | THPT Cổ Loa, Hà Nội          | 80              | 80              | 80              | 30              | 270             |
| Đặng Nguyễn Nhật Minh | THPT Chu Văn An, Hà Nội      | 40              | 0               | 0               | -10             | 30              |
| Lý Mai Anh            | THPT Chuyên Bắc Kạn, Bắc Kạn | 10              | 0               | 30              | 0               | 40              |
| Vũ Thục Trinh         | THPT Ba Vì, Hà Nội           | 50              | 10              | 70              | -30             | 100             |

### Tuần 1 - Tháng 3 - Quý 1 | 28/11/2021 (9)
| Họ tên thí sinh  | Trường                            | Khởi động | VCNV | Tăng tốc | Về đích | Tổng điểm |
| ---------------- | --------------------------------- | --------- | ---- | -------- | ------- | --------- |
| Lê Thị Diệu Thuý | THPT Trần Phú, Hà Tĩnh            | 100       | 0    | 40       | -10     | 130       |
| Nguyễn Thế Hoàng | THPT Nguyễn Thị Minh Khai, Hà Nội | 80        | 0    | 100      | -20     | 160       |
| Nguyễn Thị Lý    | THPT Hoài Đức B, Hà Nội           | 10        | 0    | 90       | -40     | 60        |
| Phạm Thế Cường   | THPT Nguyễn Đức Thuận, Nam Định   | 70        | 80   | 40       | 20      | 210       |

### Tuần 2 - Tháng 3 - Quý 1 | 05/12/2021 (10)
| Họ tên thí sinh     | Trường                             | Khởi động | VCNV | Tăng tốc | Về đích | Tổng điểm |
| ------------------- | ---------------------------------- | --------- | ---- | -------- | ------- | --------- |
| Vũ Đăng Tuấn        | THPT Cầu Giấy, Hà Nội              | 10        | 10   | 60       | -40     | 40        |
| Phạm Tiến Huy       | THPT Nguyễn Du, Thái Bình          | 60        | 10   | 100      | 60      | 230       |
| Đỗ Trọng Thái Dương | THPT Sơn Tây, Hà Nội               | 120       | 10   | 70       | 0       | 200       |
| Chu Văn An          | THPT Chuyên Phan Bội Châu, Nghệ An | 60        | 90   | 80       | -30     | 200       |

### Tuần 3 - Tháng 3 - Quý 1 | 12/12/2021 (11)
| Họ tên thí sinh         | Trường                            | Khởi động | VCNV | Tăng tốc | Về đích | Tổng điểm |
| ----------------------- | --------------------------------- | --------- | ---- | -------- | ------- | --------- |
| Nguyễn Ngọc Phương Linh | PT Dân tộc Nội trú Hà Nội, Hà Nội | 30        | 10   | 60       | -20     | 80        |
| Nguyễn Hữu Đạt          | THPT Than Uyên, Lai Châu          | 150       | 50   | 60       | 0       | 260       |
| Phạm Sơn Nam            | THPT Hàm Yên, Tuyên Quang         | 10        | 10   | 50       | -10     | 60        |
| Vũ Thị Tuyết Anh        | THPT Liên Hà, Hà Nội              | 10        | 10   | 140      | 0       | 160       |

### Tháng 3 - Quý 1 | 19/12/2021 (12)
| Tháng 3 - Quý 1 | Tháng 3 - Quý 1                    | Tháng 3 - Quý 1 | Tháng 3 - Quý 1 | Tháng 3 - Quý 1 | Tháng 3 - Quý 1 | Tháng 3 - Quý 1 |
| Họ tên thí sinh | Trường                             | Khởi động       | VCNV            | Tăng tốc        | Về đích         | Tổng điểm       |
| --------------- | ---------------------------------- | --------------- | --------------- | --------------- | --------------- | --------------- |
| Phạm Thế Cường  | THPT Nguyễn Đức Thuận, Nam Định    | 10              | 0               | 110             | 50              | 170             |
| Phạm Tiến Huy   | THPT Nguyễn Du, Thái Bình          | 110             | 60              | 70              | -40             | 200             |
| Chu Văn An      | THPT Chuyên Phan Bội Châu, Nghệ An | 50              | 10              | 140             | 0               | 200             |
| Nguyễn Hữu Đạt  | THPT Than Uyên, Lai Châu           | 20              | 0               | 30              | 50              | 100             |

### Quý 1 | 26/12/2021 (13)
| Quý 1             | Quý 1                              | Quý 1     | Quý 1 | Quý 1    | Quý 1   | Quý 1     |
| Họ tên thí sinh   | Trường                             | Khởi động | VCNV  | Tăng tốc | Về đích | Tổng điểm |
| ----------------- | ---------------------------------- | --------- | ----- | -------- | ------- | --------- |
| Phạm Tiến Huy     | THPT Nguyễn Du, Thái Bình          | 20        | 10    | 50       | 20      | 100       |
| Nguyễn Thành Long | THPT Cổ Loa, Hà Nội                | 50        | 40    | 80       | -80     | 90        |
| Đặng Lê Nguyên Vũ | THPT Bắc Duyên Hà, Thái Bình       | 80        | 20    | 160      | 40      | 300       |
| Chu Văn An        | THPT Chuyên Phan Bội Châu, Nghệ An | 50        | 30    | 70       | 0       | 150       |

### Tuần 1 - Tháng 1 - Quý 2 | 02/01/2022 (14)
Số phát sóng đầu tiên của năm Dương lịch 2022.
| Họ tên thí sinh     | Trường                               | Khởi động | VCNV | Tăng tốc | Về đích | Tổng điểm |
| ------------------- | ------------------------------------ | --------- | ---- | -------- | ------- | --------- |
| Đinh Trần Minh      | THPT Chuyên Lương Văn Tụy, Ninh Bình | 70        | 10   | 40       | -50     | 70        |
| Trịnh Thị Vân Nhi   | THPT Kiến An, Hải Phòng              | 50        | 0    | 100      | 30      | 180       |
| Nguyễn Minh Phú     | THPT Thường Tín, Hà Nội              | 80        | 70   | 50       | 70      | 270       |
| Nguyễn Thị Hà Giang | THPT Can Lộc, Hà Tĩnh                | 10        | 10   | 130      | -20     | 130       |

### Tuần 2 - Tháng 1 - Quý 2 | 09/01/2022 (15)
| Họ tên thí sinh  | Trường                          | Khởi động | VCNV | Tăng tốc | Về đích | Tổng điểm |
| ---------------- | ------------------------------- | --------- | ---- | -------- | ------- | --------- |
| Nguyễn Ngọc Ánh  | THPT Xuân Hoà, Vĩnh Phúc        | 10        | 0    | 110      | 90      | 210       |
| Dương Yến Nhi    | THPT Việt Nam Ba Lan, Hà Nội    | 30        | 10   | 50       | -30     | 60        |
| Vũ Bùi Đình Tùng | THPT Chuyên Trần Phú, Hải Phòng | 120       | 10   | 100      | 90      | 320       |
| Phan Huy Cường   | THPT Đa Phúc, Hà Nội            | 90        | 50   | 120      | 60      | 320       |

### Tuần 3 - Tháng 1 - Quý 2 | 16/01/2022 (16)
| Họ tên thí sinh   | Trường                                  | Khởi động | VCNV | Tăng tốc | Về đích | Tổng điểm |
| ----------------- | --------------------------------------- | --------- | ---- | -------- | ------- | --------- |
| Lê Thị Thảo Nhi   | THPT Đỗ Đăng Tuyển, Quảng Nam           | 30        | 10   | 80       | 30      | 150       |
| Hà Lam Khang      | THPT Trần Hưng Đạo - Thanh Xuân, Hà Nội | 60        | 70   | 90       | 60      | 280       |
| Hoàng Đào Việt Hà | THPT Hương Khê, Hà Tĩnh                 | 60        | 10   | 90       | 45      | 205       |
| Phạm Mạnh Dũng    | THCS & THPT Lomonosov, Hà Nội           | 90        | 0    | 80       | 30      | 200       |

### Tháng 1 - Quý 2 | 23/01/2022 (17)
| Tháng 1 - Quý 2  | Tháng 1 - Quý 2                         | Tháng 1 - Quý 2 | Tháng 1 - Quý 2 | Tháng 1 - Quý 2 | Tháng 1 - Quý 2 | Tháng 1 - Quý 2 |
| Họ tên thí sinh  | Trường                                  | Khởi động       | VCNV            | Tăng tốc        | Về đích         | Tổng điểm       |
| ---------------- | --------------------------------------- | --------------- | --------------- | --------------- | --------------- | --------------- |
| Nguyễn Minh Phú  | THPT Thường Tín, Hà Nội                 | 30              | 80              | 10              | 60              | 180             |
| Hà Lam Khang     | THPT Trần Hưng Đạo - Thanh Xuân, Hà Nội | 0               | 20              | 50              | 30              | 100             |
| Vũ Bùi Đình Tùng | THPT Chuyên Trần Phú, Hải Phòng         | 100             | 20              | 140             | 0               | 260             |
| Phan Huy Cường   | THPT Đa Phúc, Hà Nội                    | 70              | 20              | 70              | -25             | 135             |

### Tuần 1 - Tháng 2 - Quý 2 | 30/01/2022 (18)
| Họ tên thí sinh    | Trường                             | Khởi động | VCNV | Tăng tốc | Về đích | Tổng điểm |
| ------------------ | ---------------------------------- | --------- | ---- | -------- | ------- | --------- |
| Tạ Quang Phương    | THPT Kim Anh, Hà Nội               | 30        | 0    | 30       | 10      | 70        |
| Đoàn Thị Bích Loan | THPT Tiên Lãng, Hải Phòng          | 80        | 10   | 140      | 10      | 240       |
| Ngô Quỳnh Chi      | THPT Nguyễn Trãi - Ba Đình, Hà Nội | 10        | 90   | 80       | 40      | 220       |
| Nguyễn Minh Khoa   | THPT Chuyên Thăng Long, Lâm Đồng   | 150       | 10   | 110      | -10     | 260       |

### Tuần 2 - Tháng 2 - Quý 2 | 06/02/2022 (19)
Số phát sóng đầu tiên của năm mới Nhâm Dần 2022
| Họ tên thí sinh     | Trường                                     | Khởi động | VCNV | Tăng tốc | Về đích | Tổng điểm |
| ------------------- | ------------------------------------------ | --------- | ---- | -------- | ------- | --------- |
| Phan Nguyễn Huy Bảo | THPT Thị xã Phước Long, Bình Phước         | 40        | 0    | 50       | -30     | 60        |
| Trương Quốc Thái    | THPT Lương Thế Vinh, Quảng Bình            | 60        | 0    | 70       | 160     | 290       |
| Phan Văn Khải       | THPT Chuyên Lê Quý Đôn, Khánh Hoà          | 90        | 10   | 150      | 10      | 260       |
| Nguyễn Thành Vinh   | THPT Chuyên Đại học Sư phạm Hà Nội, Hà Nội | 40        | 70   | 70       | 10      | 190       |

### Tuần 3 - Tháng 2 - Quý 2 | 13/02/2022 (20)
| Họ tên thí sinh    | Trường                                 | Khởi động | VCNV | Tăng tốc | Về đích | Tổng điểm |
| ------------------ | -------------------------------------- | --------- | ---- | -------- | ------- | --------- |
| Trần Ngô Tuấn Khoa | THPT Chuyên Lê Thánh Tông, Quảng Nam   | 50        | 80   | 90       | 60      | 280       |
| Nguyễn Khánh Linh  | THPT Kinh Môn, Hải Dương               | 10        | 10   | 30       | -20     | 30        |
| Nguyễn Diệu Linh   | THPT Lê Văn Thịnh, Bắc Ninh            | 30        | 0    | 10       | -10     | 30        |
| Võ Trường Đạt      | THPT Chuyên Nguyễn Chí Thanh, Đắk Nông | 10        | 0    | 120      | 130     | 260       |

### Tháng 2 - Quý 2 | 20/02/2022 (21)
| Tháng 2 - Quý 2    | Tháng 2 - Quý 2                      | Tháng 2 - Quý 2 | Tháng 2 - Quý 2 | Tháng 2 - Quý 2 | Tháng 2 - Quý 2 | Tháng 2 - Quý 2 |
| Họ tên thí sinh    | Trường                               | Khởi động       | VCNV            | Tăng tốc        | Về đích         | Tổng điểm       |
| ------------------ | ------------------------------------ | --------------- | --------------- | --------------- | --------------- | --------------- |
| Nguyễn Minh Khoa   | THPT Chuyên Thăng Long, Lâm Đồng     | 50              | 10              | 80              | 60              | 200             |
| Trần Ngô Tuấn Khoa | THPT Chuyên Lê Thánh Tông, Quảng Nam | 40              | 90              | 50              | 90              | 270             |
| Phan Văn Khải      | THPT Chuyên Lê Quý Đôn, Khánh Hoà    | 100             | 10              | 120             | -5              | 225             |
| Trương Quốc Thái   | THPT Lương Thế Vinh, Quảng Bình      | 20              | 10              | 10              | 50              | 90              |

### Tuần 1 - Tháng 3 - Quý 2 | 27/02/2022 (22)
| Họ tên thí sinh      | Trường                                      | Khởi động | VCNV | Tăng tốc | Về đích | Tổng điểm |
| -------------------- | ------------------------------------------- | --------- | ---- | -------- | ------- | --------- |
| Trần Đình Phước Sơn  | THPT Chuyên Hà Tĩnh, Hà Tĩnh                | 90        | 60   | 130      | 20      | 300       |
| Lê Nguyễn Thanh Trúc | THPT Hùng Vương, Bình Thuận                 | 10        | 10   | 30       | 20      | 70        |
| Phan Hoàng Vũ        | THPT Sông Công, Thái Nguyên                 | 40        | 10   | 80       | 70      | 200       |
| Đường Hương Giang    | THPT Chuyên Trần Đại Nghĩa, TP. Hồ Chí Minh | 20        | 10   | 100      | 110     | 240       |

### Tuần 2 - Tháng 3 - Quý 2 | 06/03/2022 (23)
| Họ tên thí sinh     | Trường                                      | Khởi động | VCNV | Tăng tốc | Về đích | Tổng điểm |
| ------------------- | ------------------------------------------- | --------- | ---- | -------- | ------- | --------- |
| Ma Công Dương       | PT Dân tộc Nội trú Thái Nguyên, Thái Nguyên | 40        | 0    | 70       | 35      | 145       |
| Lưu Tài Đức         | THPT Lý Tự Trọng, Đắk Lắk                   | 30        | 0    | 110      | 55      | 195       |
| Nguyễn Thị Mỹ Duyên | THPT Đan Phượng, Hà Nội                     | 60        | 50   | 110      | 50      | 270       |
| Nguyễn Thị Lan Anh  | THPT Nguyễn Viết Xuân, Vĩnh Phúc            | 10        | 20   | 80       | -80     | 30        |

### Tuần 3 - Tháng 3 - Quý 2 | 13/03/2022 (24)
| Họ tên thí sinh     | Trường                               | Khởi động | VCNV | Tăng tốc | Về đích | Tổng điểm |
| ------------------- | ------------------------------------ | --------- | ---- | -------- | ------- | --------- |
| Mai Tuấn Khang      | THPT Quốc Oai, Hà Nội                | 80        | 10   | 80       | 0       | 170       |
| Nguyễn Thành Luân   | THPT Chuyên Lương Thế Vinh, Đồng Nai | 40        | 10   | 70       | -40     | 80        |
| Phan Lê Thúc Bảo    | THPT Chuyên Quốc học, TP. Huế        | 50        | 10   | 110      | 45      | 215       |
| Nguyễn Bá Minh Hiếu | THPT Đồng Lộc, Hà Tĩnh               | 50        | 90   | 80       | -5      | 215       |

### Tháng 3 - Quý 2 | 20/03/2022 (25)
| Tháng 3 - Quý 2     | Tháng 3 - Quý 2                             | Tháng 3 - Quý 2 | Tháng 3 - Quý 2 | Tháng 3 - Quý 2 | Tháng 3 - Quý 2 | Tháng 3 - Quý 2 |
| Họ tên thí sinh     | Trường                                      | Khởi động       | VCNV            | Tăng tốc        | Về đích         | Tổng điểm       |
| ------------------- | ------------------------------------------- | --------------- | --------------- | --------------- | --------------- | --------------- |
| Đường Hương Giang   | THPT Chuyên Trần Đại Nghĩa, TP. Hồ Chí Minh | 60              | 10              | 110             | 20              | 200             |
| Nguyễn Thị Mỹ Duyên | THPT Đan Phượng, Hà Nội                     | 10              | 10              | 60              | 60              | 140             |
| Phan Lê Thúc Bảo    | THPT Chuyên Quốc học, TP. Huế               | 100             | 70              | 90              | 40              | 300             |
| Trần Đình Phước Sơn | THPT Chuyên Hà Tĩnh, Hà Tĩnh                | 40              | 10              | 100             | -30             | 120             |

### Quý 2 | 27/03/2022 (26)
| Quý 2              | Quý 2                                | Quý 2     | Quý 2 | Quý 2    | Quý 2   | Quý 2     |
| Họ tên thí sinh    | Trường                               | Khởi động | VCNV  | Tăng tốc | Về đích | Tổng điểm |
| ------------------ | ------------------------------------ | --------- | ----- | -------- | ------- | --------- |
| Trần Ngô Tuấn Khoa | THPT Chuyên Lê Thánh Tông, Quảng Nam | 30        | 0     | 70       | -30     | 70        |
| Phan Lê Thúc Bảo   | THPT Chuyên Quốc học, TP. Huế        | 20        | 10    | 100      | -20     | 110       |
| Vũ Bùi Đình Tùng   | THPT Chuyên Trần Phú, Hải Phòng      | 50        | 70    | 20       | 170     | 310       |
| Phan Văn Khải      | THPT Chuyên Lê Quý Đôn, Khánh Hoà    | 40        | 10    | 70       | -45     | 75        |

### Tuần 1 - Tháng 1 - Quý 3 | 03/04/2022 (27)
| Họ tên thí sinh    | Trường                            | Khởi động | VCNV | Tăng tốc | Về đích | Tổng điểm |
| ------------------ | --------------------------------- | --------- | ---- | -------- | ------- | --------- |
| Nguyễn Trúc Hương  | THPT Chuyên Chu Văn An, Bình Định | 15        | 20   | 20       | -10     | 45        |
| Trần Lê Na         | THPT Lê Trực, Quảng Bình          | 25        | 30   | 100      | -50     | 105       |
| Nguyễn Đức Mạnh    | THPT Chuyên Vĩnh Phúc, Vĩnh Phúc  | 100       | 60   | 130      | 25      | 315       |
| Trần Thị Quỳnh Anh | THPT Phan Đình Phùng, Hà Tĩnh     | 5         | 20   | 80       | 70      | 175       |

### Tuần 2 - Tháng 1 - Quý 3 | 10/04/2022 (28)
| Họ tên thí sinh         | Trường                                | Khởi động | VCNV | Tăng tốc | Về đích | Tổng điểm |
| ----------------------- | ------------------------------------- | --------- | ---- | -------- | ------- | --------- |
| Nguyễn Phúc Vỹ Hào      | THPT Chuyên Huỳnh Mẫn Đạt, Kiên Giang | 55        | 70   | 70       | 80      | 275       |
| Ngô Việt Hoàng          | THPT Định Hoá, Thái Nguyên            | 20        | 0    | 40       | 70      | 130       |
| Dương Lê Thành Phát     | THPT Lý Thường Kiệt, Bình Thuận       | 95        | 10   | 130      | 0       | 235       |
| Lương Nguyễn Minh Thông | THPT Chuyên Long An, Long An          | 45        | 10   | 100      | 30      | 185       |

### Tuần 3 - Tháng 1 - Quý 3 | 17/04/2022 (29)
| Họ tên thí sinh   | Trường                         | Khởi động | VCNV | Tăng tốc | Về đích | Tổng điểm |
| ----------------- | ------------------------------ | --------- | ---- | -------- | ------- | --------- |
| Phạm Quang Trung  | THPT Kim Sơn A, Ninh Bình      | 25        | 90   | 150      | 80      | 345       |
| Phan Nhật Minh    | THPT Trần Phú, Lâm Đồng        | 30        | 0    | 30       | 60      | 120       |
| Nguyễn Thành Long | THPT Cẩm Bình, Hà Tĩnh         | 55        | 0    | 90       | 110     | 255       |
| Nguyễn Đăng Đạt   | THPT Chuyên Bắc Ninh, Bắc Ninh | 50        | 10   | 80       | -20     | 120       |

### Tháng 1 - Quý 3 | 24/04/2022 (30)
| Tháng 1 - Quý 3    | Tháng 1 - Quý 3                       | Tháng 1 - Quý 3 | Tháng 1 - Quý 3 | Tháng 1 - Quý 3 | Tháng 1 - Quý 3 | Tháng 1 - Quý 3 |
| Họ tên thí sinh    | Trường                                | Khởi động       | VCNV            | Tăng tốc        | Về đích         | Tổng điểm       |
| ------------------ | ------------------------------------- | --------------- | --------------- | --------------- | --------------- | --------------- |
| Phạm Quang Trung   | THPT Kim Sơn A, Ninh Bình             | 55              | 10              | 100             | -10             | 155             |
| Nguyễn Thành Long  | THPT Cẩm Bình, Hà Tĩnh                | 10              | 60              | 40              | 30              | 140             |
| Nguyễn Đức Mạnh    | THPT Chuyên Vĩnh Phúc, Vĩnh Phúc      | 20              | 10              | 150             | 10              | 190             |
| Nguyễn Phúc Vỹ Hào | THPT Chuyên Huỳnh Mẫn Đạt, Kiên Giang | 20              | 0               | 0               | 50              | 70              |

### Tuần 1 - Tháng 2 - Quý 3 | 01/05/2022 (31)
Số phát sóng kỉ niệm ngày Quốc tế Lao động 1/5.
| Họ tên thí sinh    | Trường                                     | Khởi động | VCNV | Tăng tốc | Về đích | Tổng điểm |
| ------------------ | ------------------------------------------ | --------- | ---- | -------- | ------- | --------- |
| Vũ Nguyên Khôi     | THPT Chuyên Ngoại ngữ, ĐHQG Hà Nội, Hà Nội | 65        | 10   | 80       | 20      | 175       |
| Đinh Tiến Luân     | THPT Trần Phú, Đà Nẵng                     | 10        | 80   | 60       | 10      | 160       |
| Nguyễn Minh Tùng   | THPT Chuyên Lào Cai, Lào Cai               | 0         | 10   | 70       | 30      | 110       |
| Nguyễn Thiệu Thành | THPT Ngô Gia Tự, Vĩnh Phúc                 | 65        | 10   | 90       | -20     | 145       |

### Tuần 2 - Tháng 2 - Quý 3 | 08/05/2022 (32)
| Họ tên thí sinh    | Trường                             | Khởi động | VCNV | Tăng tốc | Về đích | Tổng điểm |
| ------------------ | ---------------------------------- | --------- | ---- | -------- | ------- | --------- |
| Võ Hà Linh         | THPT Phan Đình Phùng, Hà Nội       | 25        | 10   | 100      | 60      | 195       |
| Nguyễn Võ Ngọc Hân | THPT Chuyên Tiền Giang, Tiền Giang | 30        | 10   | 40       | -40     | 40        |
| Bùi Anh Đức        | THPT Chuyên Sơn La, Sơn La         | 45        | 10   | 130      | 50      | 235       |
| Bùi Thái Hải Đăng  | THPT Thái Hoà, Nghệ An             | 15        | 80   | 90       | -30     | 155       |

### Tuần 3 - Tháng 2 - Quý 3 | 15/05/2022 (33)
| Họ tên thí sinh    | Trường                                               | Khởi động | VCNV | Tăng tốc | Về đích | Tổng điểm |
| ------------------ | ---------------------------------------------------- | --------- | ---- | -------- | ------- | --------- |
| Dương Ngô Hoàng Vũ | THPT Lương Ngọc Quyến, Thái Nguyên                   | 40        | 0    | 50       | 60      | 150       |
| Trịnh Quốc Bảo     | PT Năng khiếu, ĐHQG TP. Hồ Chí Minh, TP. Hồ Chí Minh | 85        | 0    | 140      | 80      | 305       |
| Phạm Đức Lương     | THPT Thừa Lưu, TP. Huế                               | 25        | 80   | 140      | -40     | 205       |
| Nguyễn Nam Phong   | THPT Hòn Gai, Quảng Ninh                             | 40        | 0    | 50       | -20     | 70        |

### Tháng 2 - Quý 3 | 22/05/2022 (34)
Đức Luơng  - Thí sinh đầu tiên của năm thứ 22 có số điểm chung cuộc về mốc 0 điểm.
| Tháng 2 - Quý 3 | Tháng 2 - Quý 3                                      | Tháng 2 - Quý 3 | Tháng 2 - Quý 3 | Tháng 2 - Quý 3 | Tháng 2 - Quý 3 | Tháng 2 - Quý 3 |
| Họ tên thí sinh | Trường                                               | Khởi động       | VCNV            | Tăng tốc        | Về đích         | Tổng điểm       |
| --------------- | ---------------------------------------------------- | --------------- | --------------- | --------------- | --------------- | --------------- |
| Trịnh Quốc Bảo  | PT Năng khiếu, ĐHQG TP. Hồ Chí Minh, TP. Hồ Chí Minh | 35              | 0               | 60              | 25              | 120             |
| Vũ Nguyên Khôi  | THPT Chuyên Ngoại ngữ, ĐHQG Hà Nội, Hà Nội           | 50              | 80              | 80              | 60              | 270             |
| Phạm Đức Lương  | THPT Thừa Lưu, TP. Huế                               | 10              | 0               | 10              | -50             | -30             |
| Bùi Anh Đức     | THPT Chuyên Sơn La, Sơn La                           | 50              | 10              | 90              | 30              | 180             |

### Tuần 1 - Tháng 3 - Quý 3 | 29/05/2022 (35)
| Họ tên thí sinh      | Trường                                    | Khởi động | VCNV | Tăng tốc | Về đích | Tổng điểm |
| -------------------- | ----------------------------------------- | --------- | ---- | -------- | ------- | --------- |
| Trần Lê Hoàng Quyên  | THPT Chuyên Lê Quý Đôn, Bà Rịa - Vũng Tàu | 20        | 80   | 70       | 25      | 195       |
| Nguyễn Tất Đạt       | THPT Chuyên Thái Nguyên, Thái Nguyên      | 20        | 0    | 50       | -60     | 10        |
| Nguyễn Ngọc Linh     | THPT Yên Phong số 1, Bắc Ninh             | 50        | 0    | 100      | 80      | 230       |
| Huỳnh Phạm Quốc Thái | THPT Chuyên Trần Hưng Đạo, Bình Thuận     | 100       | 0    | 80       | 50      | 230       |

### Tuần 2 - Tháng 3 - Quý 3 | 05/06/2022 (36)
| Họ tên thí sinh   | Trường                             | Khởi động | VCNV | Tăng tốc | Về đích | Tổng điểm |
| ----------------- | ---------------------------------- | --------- | ---- | -------- | ------- | --------- |
| Nguyễn Nhật Anh   | THPT Cao Bá Quát - Gia Lâm, Hà Nội | 45        | 20   | 110      | 70      | 245       |
| Phùng Thiên Phước | THPT Chuyên Lê Quý Đôn, Đà Nẵng    | 10        | 20   | 110      | 90      | 230       |
| Phùng Gia Huy     | THPT Chuyên Chu Văn An, Lạng Sơn   | 100       | 60   | 150      | 40      | 350       |
| Vi Minh Lực       | THPT Hiền Đa, Phú Thọ              | 20        | 10   | 40       | 30      | 100       |

### Tuần 3 - Tháng 3 - Quý 3 | 12/06/2022 (37)
| Họ tên thí sinh       | Trường                                 | Khởi động | VCNV | Tăng tốc | Về đích | Tổng điểm |
| --------------------- | -------------------------------------- | --------- | ---- | -------- | ------- | --------- |
| Trần Lê Bảo Lâm       | THPT Chuyên Võ Nguyên Giáp, Quảng Bình | 30        | 20   | 140      | 65      | 255       |
| Nguyễn Nhật Hoàng     | THPT Chuyên Nguyễn Du, Đắk Lắk         | 85        | 0    | 90       | 60      | 235       |
| Lương Thị Thanh Hương | THPT Đồng Gia, Hải Dương               | 0         | 20   | 100      | 0       | 120       |
| Đinh Thị Hoài Linh    | THPT Đầm Hà, Quảng Ninh                | 20        | 20   | 30       | -20     | 50        |

### Tháng 3 - Quý 3 | 19/06/2022 (38)
| Tháng 3 - Quý 3  | Tháng 3 - Quý 3                        | Tháng 3 - Quý 3 | Tháng 3 - Quý 3 | Tháng 3 - Quý 3 | Tháng 3 - Quý 3 | Tháng 3 - Quý 3 |
| Họ tên thí sinh  | Trường                                 | Khởi động       | VCNV            | Tăng tốc        | Về đích         | Tổng điểm       |
| ---------------- | -------------------------------------- | --------------- | --------------- | --------------- | --------------- | --------------- |
| Nguyễn Ngọc Linh | THPT Yên Phong số 1, Bắc Ninh          | 40              | 10              | 80              | 0               | 130             |
| Phùng Gia Huy    | THPT Chuyên Chu Văn An, Lạng Sơn       | 35              | 10              | 100             | 10              | 155             |
| Nguyễn Nhật Anh  | THPT Cao Bá Quát - Gia Lâm, Hà Nội     | 15              | 90              | 30              | 0               | 135             |
| Trần Lê Bảo Lâm  | THPT Chuyên Võ Nguyên Giáp, Quảng Bình | 50              | 10              | 120             | 40              | 220             |

### Quý 3 | 26/06/2022 (39)
| Quý 3           | Quý 3                                      | Quý 3     | Quý 3 | Quý 3    | Quý 3   | Quý 3     |
| Họ tên thí sinh | Trường                                     | Khởi động | VCNV  | Tăng tốc | Về đích | Tổng điểm |
| --------------- | ------------------------------------------ | --------- | ----- | -------- | ------- | --------- |
| Nguyễn Đức Mạnh | THPT Chuyên Vĩnh Phúc, Vĩnh Phúc           | 20        | 0     | 40       | 30      | 90        |
| Vũ Nguyên Khôi  | THPT Chuyên Ngoại ngữ, ĐHQG Hà Nội, Hà Nội | 25        | 20    | 110      | 30      | 185       |
| Bùi Anh Đức     | THPT Chuyên Sơn La, Sơn La                 | 25        | 20    | 120      | 20      | 185       |
| Trần Lê Bảo Lâm | THPT Chuyên Võ Nguyên Giáp, Quảng Bình     | 25        | 20    | 60       | -60     | 45        |

### Tuần 1 - Tháng 1 - Quý 4 | 03/07/2022 (40)
| Họ tên thí sinh  | Trường                            | Khởi động | VCNV | Tăng tốc | Về đích | Tổng điểm |
| ---------------- | --------------------------------- | --------- | ---- | -------- | ------- | --------- |
| Trần Vinh Khánh  | THPT Thị xã Quảng Trị, Quảng Trị  | 75        | 70   | 80       | 10      | 235       |
| Tạ Lê Thanh Bình | THPT Đức Trọng, Lâm Đồng          | 15        | 10   | 110      | 20      | 155       |
| Nguyễn Mạnh Thi  | THPT Chuyên Lý Tự Trọng, Cần Thơ  | 60        | 20   | 90       | 90      | 260       |
| Doãn Hồng Ngọc   | THPT Lê Quý Đôn - Đống Đa, Hà Nội | 5         | 10   | 70       | -30     | 55        |

### Tuần 2 - Tháng 1 - Quý 4 | 10/07/2022 (41)
| Họ tên thí sinh     | Trường                                 | Khởi động | VCNV | Tăng tốc | Về đích | Tổng điểm |
| ------------------- | -------------------------------------- | --------- | ---- | -------- | ------- | --------- |
| Triệu Hồng Quân     | THPT Bình Lư, Lai Châu                 | 35        | 10   | 80       | 60      | 185       |
| Nguyễn Trần Duy Anh | THPT Chuyên Nguyễn Tất Thành, Kon Tum  | 10        | 0    | 100      | -10     | 100       |
| Vũ Nguyên Sơn       | THPT Chuyên Hà Nội - Amsterdam, Hà Nội | 65        | 90   | 80       | 90      | 325       |
| Phan Hoàng Quân     | THPT Hoàng Mai, Nghệ An                | 100       | 0    | 70       | -15     | 155       |

### Tuần 3 - Tháng 1 - Quý 4 | 17/07/2022 (42)
| Họ tên thí sinh       | Trường                                | Khởi động | VCNV | Tăng tốc | Về đích | Tổng điểm |
| --------------------- | ------------------------------------- | --------- | ---- | -------- | ------- | --------- |
| Phạm Khánh Duy        | THPT Chuyên Bến Tre, Bến Tre          | 40        | 60   | 100      | 60      | 260       |
| Nguyễn Ngọc Minh Châu | THPT Việt Trì, Phú Thọ                | 10        | 10   | 100      | 50      | 170       |
| Nguyễn Quốc Cường     | PT Dân tộc Nội trú THPT số 2, Nghệ An | 35        | 10   | 30       | 0       | 75        |
| Đỗ Thị Thanh Hằng     | THPT Chuyên Bắc Giang, Bắc Giang      | 40        | 10   | 70       | 90      | 210       |

### Tháng 1 - Quý 4 | 24/07/2022 (43)
| Tháng 1 - Quý 4 | Tháng 1 - Quý 4                        | Tháng 1 - Quý 4 | Tháng 1 - Quý 4 | Tháng 1 - Quý 4 | Tháng 1 - Quý 4 | Tháng 1 - Quý 4 |
| Họ tên thí sinh | Trường                                 | Khởi động       | VCNV            | Tăng tốc        | Về đích         | Tổng điểm       |
| --------------- | -------------------------------------- | --------------- | --------------- | --------------- | --------------- | --------------- |
| Vũ Nguyên Sơn   | THPT Chuyên Hà Nội - Amsterdam, Hà Nội | 40              | 90              | 120             | 20              | 270             |
| Phạm Khánh Duy  | THPT Chuyên Bến Tre, Bến Tre           | 30              | 10              | 70              | -25             | 85              |
| Nguyễn Mạnh Thi | THPT Chuyên Lý Tự Trọng, Cần Thơ       | 20              | 10              | 60              | 50              | 140             |
| Trần Vinh Khánh | THPT Thị xã Quảng Trị, Quảng Trị       | 25              | 10              | 110             | 40              | 185             |

### Tuần 1 - Tháng 2 - Quý 4 | 31/07/2022 (44)
| Họ tên thí sinh | Trường                                         | Khởi động | VCNV | Tăng tốc | Về đích | Tổng điểm |
| --------------- | ---------------------------------------------- | --------- | ---- | -------- | ------- | --------- |
| Phạm Thuý An    | THPT Chuyên Thái Bình, Thái Bình               | 40        | 0    | 90       | -50     | 80        |
| Lương Hữu Thiện | THPT Chuyên Hoàng Lê Kha, Tây Ninh             | 75        | 60   | 80       | 30      | 245       |
| Nguyễn Công Nam | THPT Phan Bội Châu, Lâm Đồng                   | 15        | 10   | 20       | 70      | 115       |
| Đỗ Tùng Lâm     | Trường Quốc tế Châu Á Thái Bình Dương, Gia Lai | 20        | 10   | 110      | -10     | 130       |

### Tuần 2 - Tháng 2 - Quý 4 | 07/08/2022 (45)
| Họ tên thí sinh     | Trường                               | Khởi động | VCNV | Tăng tốc | Về đích | Tổng điểm |
| ------------------- | ------------------------------------ | --------- | ---- | -------- | ------- | --------- |
| Nguyễn Anh Quân     | THCS & THPT Nguyễn Tất Thành, Hà Nội | 45        | 0    | 80       | -40     | 85        |
| Phạm Hồ Phương Nghi | THPT Chuyên Lê Quý Đôn, Ninh Thuận   | 60        | 0    | 120      | 90      | 270       |
| Vương Gia Kiệt      | THPT Chuyên Hùng Vương, Bình Dương   | 50        | 90   | 130      | 20      | 290       |
| Nguyễn Phương Uyên  | THPT Hương Sơn, Hà Tĩnh              | 10        | 0    | 30       | -40     | 0         |

### Tuần 3 - Tháng 2 - Quý 4 | 14/08/2022 (46)
| Họ tên thí sinh      | Trường                               | Khởi động | VCNV | Tăng tốc | Về đích | Tổng điểm |
| -------------------- | ------------------------------------ | --------- | ---- | -------- | ------- | --------- |
| Phạm Chí Đạt         | THPT Chuyên Lương Văn Chánh, Phú Yên | 45        | 10   | 40       | 20      | 115       |
| Nguyễn Bá Hoàng Long | THPT Phan Châu Trinh, Đà Nẵng        | 50        | 0    | 70       | -30     | 90        |
| Đào Bình Minh        | THPT Chuyên Nguyễn Trãi, Hải Dương   | 15        | 10   | 90       | 110     | 225       |
| Võ Quang Huy         | THPT Chuyên Lê Quý Đôn, Quảng Trị    | 30        | 60   | 40       | 60      | 190       |

### Tháng 2 - Quý 4 | 21/08/2022 (47)
| Tháng 2 - Quý 4     | Tháng 2 - Quý 4                    | Tháng 2 - Quý 4 | Tháng 2 - Quý 4 | Tháng 2 - Quý 4 | Tháng 2 - Quý 4 | Tháng 2 - Quý 4 |
| Họ tên thí sinh     | Trường                             | Khởi động       | VCNV            | Tăng tốc        | Về đích         | Tổng điểm       |
| ------------------- | ---------------------------------- | --------------- | --------------- | --------------- | --------------- | --------------- |
| Phạm Hồ Phương Nghi | THPT Chuyên Lê Quý Đôn, Ninh Thuận | 30              | 0               | 130             | 80              | 240             |
| Lương Hữu Thiện     | THPT Chuyên Hoàng Lê Kha, Tây Ninh | 10              | 0               | 90              | 0               | 100             |
| Đào Bình Minh       | THPT Chuyên Nguyễn Trãi, Hải Dương | 40              | 0               | 50              | 40              | 130             |
| Vương Gia Kiệt      | THPT Chuyên Hùng Vương, Bình Dương | 45              | 90              | 100             | 20              | 255             |

### Tuần 1 - Tháng 3 - Quý 4 | 28/08/2022 (48)
| Họ tên thí sinh     | Trường                                     | Khởi động | VCNV | Tăng tốc | Về đích | Tổng điểm |
| ------------------- | ------------------------------------------ | --------- | ---- | -------- | ------- | --------- |
| Nguyễn Văn Trường   | THPT Chuyên Nguyễn Huệ, Hà Nội             | 50        | 0    | 150      | -5      | 195       |
| Đỗ Thái Phong       | THPT Chuyên Lê Hồng Phong, TP. Hồ Chí Minh | 15        | 10   | 50       | 90      | 165       |
| Nguyễn Hữu Tuấn Anh | THPT Tiên Du số 1, Bắc Ninh                | 0         | 0    | 30       | 80      | 110       |
| Nguyễn Ngọc Huy     | THPT Triệu Sơn 1, Thanh Hoá                | 5         | 80   | 90       | -5      | 170       |

### Tuần 2 - Tháng 3 - Quý 4 | 04/09/2022 (49)
| Họ tên thí sinh     | Trường                                | Khởi động | VCNV | Tăng tốc | Về đích | Tổng điểm |
| ------------------- | ------------------------------------- | --------- | ---- | -------- | ------- | --------- |
| Trần Quang Huy      | THPT Nguyễn Công Trứ, TP. Hồ Chí Minh | 30        | 0    | 120      | -60     | 90        |
| Lê Nguyễn Minh Nhật | PT Duy Tân, Phú Yên                   | 60        | 10   | 30       | 30      | 130       |
| Đặng Quốc Khánh     | THPT Chuyên Hùng Vương, Gia Lai       | 70        | 70   | 140      | 60      | 340       |
| Nguyễn Minh Thái    | THPT FPT, Hà Nội                      | 10        | 10   | 90       | 10      | 120       |

### Tuần 3 - Tháng 3 - Quý 4 | 11/09/2022 (50)
| Họ tên thí sinh    | Trường                         | Khởi động | VCNV | Tăng tốc | Về đích | Tổng điểm |
| ------------------ | ------------------------------ | --------- | ---- | -------- | ------- | --------- |
| Kim Ngọc Minh Châu | THPT Kim Liên, Hà Nội          | 30        | 50   | 40       | 40      | 160       |
| Trịnh Lương Việt   | THPT Chuyên Lam Sơn, Thanh Hoá | 50        | 0    | 80       | -10     | 120       |
| Phan Thành Đạt     | THPT Thanh Chương 3, Nghệ An   | 95        | 10   | 40       | 40      | 185       |
| Lê Hoàng Anh       | THPT Krông Nô, Đắk Nông        | 20        | 10   | 100      | -60     | 70        |

### Tháng 3 - Quý 4 | 18/09/2022 (51)
| Tháng 3 - Quý 4   | Tháng 3 - Quý 4                 | Tháng 3 - Quý 4 | Tháng 3 - Quý 4 | Tháng 3 - Quý 4 | Tháng 3 - Quý 4 | Tháng 3 - Quý 4 |
| Họ tên thí sinh   | Trường                          | Khởi động       | VCNV            | Tăng tốc        | Về đích         | Tổng điểm       |
| ----------------- | ------------------------------- | --------------- | --------------- | --------------- | --------------- | --------------- |
| Phan Thành Đạt    | THPT Thanh Chương 3, Nghệ An    | 35              | 10              | 150             | 10              | 205             |
| Nguyễn Văn Trường | THPT Chuyên Nguyễn Huệ, Hà Nội  | 20              | 20              | 90              | 30              | 160             |
| Nguyễn Ngọc Huy   | THPT Triệu Sơn 1, Thanh Hoá     | 0               | 20              | 0               | 0               | 20              |
| Đặng Quốc Khánh   | THPT Chuyên Hùng Vương, Gia Lai | 35              | 60              | 120             | 70              | 285             |

### Quý 4 | 25/09/2022 (52)
| Quý 4               | Quý 4                                  | Quý 4     | Quý 4 | Quý 4    | Quý 4   | Quý 4     |
| Họ tên thí sinh     | Trường                                 | Khởi động | VCNV  | Tăng tốc | Về đích | Tổng điểm |
| ------------------- | -------------------------------------- | --------- | ----- | -------- | ------- | --------- |
| Vũ Nguyên Sơn       | THPT Chuyên Hà Nội - Amsterdam, Hà Nội | 20        | 20    | 100      | 30      | 170       |
| Phạm Hồ Phương Nghi | THPT Chuyên Lê Quý Đôn, Ninh Thuận     | 20        | 30    | 20       | -10     | 60        |
| Đặng Quốc Khánh     | THPT Chuyên Hùng Vương, Gia Lai        | 20        | 50    | 80       | 20      | 170       |
| Vương Gia Kiệt      | THPT Chuyên Hùng Vương, Bình Dương     | 35        | 10    | 70       | 25      | 140       |

### Trận 53: Chung kết năm
| CHUNG KẾT NĂM     | CHUNG KẾT NĂM                          | CHUNG KẾT NĂM | CHUNG KẾT NĂM | CHUNG KẾT NĂM | CHUNG KẾT NĂM | CHUNG KẾT NĂM |
| Họ tên thí sinh   | Trường                                 | Khởi động     | VCNV          | Tăng tốc      | Về đích       | Tổng điểm     |
| ----------------- | -------------------------------------- | ------------- | ------------- | ------------- | ------------- | ------------- |
| Vũ Bùi Đình Tùng  | THPT Chuyên Trần Phú, Hải Phòng        | 30            | 0             | 60            | -55           | 35            |
| Vũ Nguyên Sơn     | THPT Chuyên Hà Nội - Amsterdam, Hà Nội | 50            | 20            | 70            | 15            | 155           |
| Đặng Lê Nguyên Vũ | THPT Bắc Duyên Hà, Thái Bình           | 75            | 30            | 70            | 30            | 205           |
| Bùi Anh Đức       | THPT Chuyên Sơn La, Sơn La             | 40            | 30            | 60            | -10           | 120           |

- Dẫn chương trình tại các điểm cầu: Bùi Đức Bảo (điểm cầu Nhà hát Lớn Hải Phòng), Nguyễn Hoàng Linh (điểm cầu Văn Miếu - Quốc Tử Giám), Trần Hồng Ngọc (điểm cầu Khu lưu niệm Nhà bác học Lê Quý Đôn, Thái Bình), Nguyễn Tuyết Ngân (điểm cầu Quảng trường Tây Bắc, Sơn La).

## Tổng kết

### Số lượt thí sinh tham gia ở các tỉnh thành
| Tỉnh, thành       | Vòng tuần | Vòng tháng | Vòng quý | Chung kết năm | Tổng (địa phương) |
| ----------------- | --------- | ---------- | -------- | ------------- | ----------------- |
| An Giang          |           |            |          |               |                   |
| Bà Rịa - Vũng Tàu | 1         |            |          |               | 1                 |
| Bắc Giang         | 1         |            |          |               | 1                 |
| Bắc Kạn           | 1         | 1          |          |               | 2                 |
| Bạc Liêu          |           |            |          |               |                   |
| Bắc Ninh          | 3         | 1          |          |               | 4                 |
| Bến Tre           |           | 1          |          |               | 1                 |
| Bình Dương        |           |            | 1        |               | 1                 |
| Bình Định         | 1         |            |          |               | 1                 |
| Bình Phước        | 1         |            |          |               | 1                 |
| Bình Thuận        | 3         |            |          |               | 3                 |
| Cà Mau            |           |            |          |               |                   |
| Cao Bằng          |           |            |          |               |                   |
| Cần Thơ           |           | 1          |          |               | 1                 |
| Đà Nẵng           | 3         |            |          |               | 3                 |
| Đắk Lắk           | 1         |            |          |               | 1                 |
| Đắk Nông          | 2         |            |          |               | 2                 |
| Đồng Nai          | 1         |            |          |               | 1                 |
| Đồng Tháp         |           |            |          |               |                   |
| Điện Biên         |           |            |          |               |                   |
| Gia Lai           | 1         |            | 1        |               | 2                 |
| Hà Giang          |           |            |          |               |                   |
| Hà Nam            |           |            |          |               |                   |
| Hà Nội            | 26        | 9          | 2        | 1             | 38                |
| Hà Tĩnh           | 6         | 2          |          |               | 8                 |
| Hải Dương         | 3         | 1          |          |               | 3                 |
| Hải Phòng         | 4         | 1          |          | 1             | 6                 |
| Hậu Giang         |           |            |          |               |                   |
| Hòa Bình          |           |            |          |               |                   |
| Hưng Yên          |           |            |          |               |                   |
| Khánh Hoà         |           |            | 1        |               | 1                 |
| Kiên Giang        |           | 1          |          |               | 1                 |
| Kon Tum           | 1         |            |          |               | 1                 |
| Lai Châu          | 1         | 1          |          |               | 2                 |
| Lạng Sơn          | 1         | 1          |          |               | 2                 |
| Lào Cai           | 1         |            |          |               | 1                 |
| Lâm Đồng          | 3         | 1          |          |               | 4                 |
| Long An           | 1         |            |          |               | 1                 |
| Nam Định          |           | 2          |          |               | 2                 |
| Nghệ An           | 3         | 1          | 1        |               | 5                 |
| Ninh Bình         | 2         | 1          |          |               | 3                 |
| Ninh Thuận        |           |            | 1        |               | 1                 |
| Phú Thọ           | 3         |            |          |               | 3                 |
| Phú Yên           | 2         |            |          |               | 2                 |
| Quảng Bình        | 1         | 1          | 1        |               | 3                 |
| Quảng Nam         | 1         |            | 1        |               | 2                 |
| Quảng Ngãi        |           |            |          |               |                   |
| Quảng Ninh        | 2         |            |          |               | 2                 |
| Quảng Trị         | 1         | 1          |          |               | 2                 |
| Sơn La            |           |            |          | 1             | 1                 |
| Sóc Trăng         |           |            |          |               |                   |
| Tây Ninh          |           | 1          |          |               | 1                 |
| Thái Bình         | 2         |            | 1        | 1             | 4                 |
| Thái Nguyên       | 5         |            |          |               | 5                 |
| Thanh Hoá         | 2         | 1          |          |               | 2                 |
| TP. Huế           |           | 1          | 1        |               | 2                 |
| Tiền Giang        | 1         |            |          |               | 1                 |
| TP. Hồ Chí Minh   | 2         | 2          |          |               | 4                 |
| Trà Vinh          |           |            |          |               |                   |
| Tuyên Quang       | 1         |            |          |               | 1                 |
| Vĩnh Long         |           |            |          |               |                   |
| Vĩnh Phúc         | 3         |            | 1        |               | 4                 |
| Yên Bái           |           |            |          |               |                   |
| Tổng (cả nước)    | 96        | 32         | 12       | 4             | 144               |

### Kỷ lục
| Khởi động (từ 120 điểm trở lên): | Khởi động (từ 120 điểm trở lên): | Khởi động (từ 120 điểm trở lên): | Khởi động (từ 120 điểm trở lên): |
| Họ tên thí sinh                  | Trường                           | Số phát sóng                     | Điểm số                          |
| -------------------------------- | -------------------------------- | -------------------------------- | -------------------------------- |
| Nguyễn Hữu Đạt                   | THPT Than Uyên, Lai Châu         | 11                               | 150                              |
| Nguyễn Minh Khoa                 | THPT Chuyên Thăng Long, Lâm Đồng | 18                               | 150                              |
| Đỗ Trọng Thái Dương              | THPT Sơn Tây, Hà Nội             | 10                               | 120                              |
| Vũ Bùi Đình Tùng                 | THPT Chuyên Trần Phú, Hải Phòng  | 15                               | 120                              |

| Vượt chướng ngại vật (điểm số tối đa): | Vượt chướng ngại vật (điểm số tối đa): | Vượt chướng ngại vật (điểm số tối đa): | Vượt chướng ngại vật (điểm số tối đa): |
| Họ tên thí sinh                        | Trường                                 | Số phát sóng                           | Điểm số                                |
| -------------------------------------- | -------------------------------------- | -------------------------------------- | -------------------------------------- |
| Lưu Hương Giang                        | THPT Thăng Long, Hải Phòng             | 3                                      | 90                                     |
| Nguyễn Thành Long                      | THPT Cổ Loa, Hà Nội                    | 5                                      | 90                                     |
| Lương Hữu Việt                         | THPT Bất Bạt, Hà Nội                   | 7                                      | 90                                     |
| Chu Văn An                             | THPT Chuyên Phan Bội Châu, Nghệ An     | 10                                     | 90                                     |
| Ngô Quỳnh Chi                          | THPT Nguyễn Trãi - Ba Đình, Hà Nội     | 18                                     | 90                                     |
| Trần Ngô Tuấn Khoa                     | THPT Chuyên Lê Thánh Tông, Quảng Nam   | 21                                     | 90                                     |
| Nguyễn Bá Minh Hiếu                    | THPT Đồng Lộc, Hà Tĩnh                 | 24                                     | 90                                     |
| Phạm Quang Trung                       | THPT Kim Sơn A, Ninh Bình              | 29                                     | 90                                     |
| Nguyễn Nhật Anh                        | THPT Cao Bá Quát - Gia Lâm, Hà Nội     | 38                                     | 90                                     |
| Vũ Nguyên Sơn                          | THPT Chuyên Hà Nội - Amsterdam, Hà Nội | 41, 43                                 | 90                                     |
| Vương Gia Kiệt                         | THPT Chuyên Hùng Vương, Bình Dương     | 45, 47                                 | 90                                     |

| Tăng tốc (điểm số tối đa): | Tăng tốc (điểm số tối đa):   | Tăng tốc (điểm số tối đa): | Tăng tốc (điểm số tối đa): |
| Họ tên thí sinh            | Trường                       | Số phát sóng               | Điểm số                    |
| -------------------------- | ---------------------------- | -------------------------- | -------------------------- |
| Đặng Lê Nguyên Vũ          | THPT Bắc Duyên Hà, Thái Bình | 13                         | 160                        |

| Về đích (điểm tuyệt đối cho một lượt thi, không bao gồm điểm giành những thí sinh khác): | Về đích (điểm tuyệt đối cho một lượt thi, không bao gồm điểm giành những thí sinh khác): | Về đích (điểm tuyệt đối cho một lượt thi, không bao gồm điểm giành những thí sinh khác): | Về đích (điểm tuyệt đối cho một lượt thi, không bao gồm điểm giành những thí sinh khác): |
| Họ tên thí sinh                                                                          | Trường                                                                                   | Số phát sóng                                                                             | Điểm số                                                                                  |
| ---------------------------------------------------------------------------------------- | ---------------------------------------------------------------------------------------- | ---------------------------------------------------------------------------------------- | ---------------------------------------------------------------------------------------- |
| Đặng Nguyễn Nhật Minh                                                                    | THPT Chu Văn An, Hà Nội                                                                  | 6                                                                                        | 160                                                                                      |
| Đỗ Thị Thanh Hằng                                                                        | THPT Chuyên Bắc Giang, Bắc Giang                                                         | 42                                                                                       | 100                                                                                      |
| Nguyễn Thành Long                                                                        | THPT Cẩm Bình, Hà Tĩnh                                                                   | 29                                                                                       | 80                                                                                       |
| Vũ Nguyên Sơn                                                                            | THPT Chuyên Hà Nội - Amsterdam, Hà Nội                                                   | 41                                                                                       | 80                                                                                       |
| Đặng Quốc Khánh                                                                          | THPT Chuyên Hùng Vương, Gia Lai                                                          | 49                                                                                       | 80                                                                                       |
| Trần Vũ Duy Thái                                                                         | THPT Tống Văn Trân, Nam Định                                                             | 4                                                                                        | 60                                                                                       |
| Nguyễn Thế An                                                                            | Tiểu học, THCS & THPT Archimedes Đông Anh, Hà Nội                                        | 6                                                                                        | 60                                                                                       |

| Tổng điểm cao nhất: | Tổng điểm cao nhất:              | Tổng điểm cao nhất: | Tổng điểm cao nhất: |
| Họ tên thí sinh     | Trường                           | Số phát sóng        | Điểm số             |
| ------------------- | -------------------------------- | ------------------- | ------------------- |
| Phùng Gia Huy       | THPT Chuyên Chu Văn An, Lạng Sơn | 36                  | 350                 |

## Giải thưởng
| Năm  | Giải thưởng  | Hạng mục                                 | Đề cử cho                                 | Kết quả   | TK            |
| ---- | ------------ | ---------------------------------------- | ----------------------------------------- | --------- | ------------- |
| 2022 | Ấn tượng VTV | Chương trình Giáo dục và Trẻ em Ấn tượng | Chung kết Đường lên đỉnh Olympia năm 2022 | Đoạt giải | [ 51 ] [ 52 ] |